# تراص (علم اللغة)

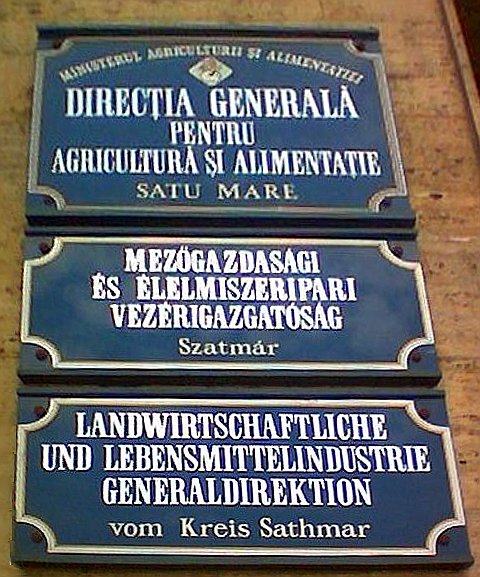

التراص أو التجميع في علم اللغة هو عبارة عن عملية لغوية تتعلق بعلم الصرف والتي تتشكل فيها الكلمات المعقدة عن طريق توحيد المقاطع الصرفية دون تغييرها في الهجاء أو الصوتيات. تسمى اللغات التي تستخدم التراص على نطاق واسع اللغات التراصية. مثال على هذا النوع من اللغات هي اللغة التركية، حيث على سبيل المثال الكلمة evlerinizden، والتي تعني بالعربية «من منازلك»، تتكون من المقاطع الصرفية ev-ler-iniz-den والتي تعني بيت-جمع-لك-من. 

## أمثلة على اللغات التراصية
على الرغم من أن التراص يميز بعض العائلات اللغوية، إلا أن هذا لا يعني أنه عندما تكون عدة لغات في منطقة جغرافية معينة متراصة، فإنها تتطورت من أصل مشترك. في الماضي، قاد هذا الافتراض اللغويين إلى اقتراح ما يسمى عائلة لغة الأورالية الألطية، والتي تضمنت (في النطاق الأوسع المقترح على الإطلاق) لغات الأورال واللغات الأتراكية، وكذلك المنغولية والكورية والتاميلية واليابانية. على أي حال يعتبر علماء اللغويات المعاصرون هذا الاقتراح مثيرًا للجدل.
وهناك اعتبار آخر عند تقييم الاقتراح أعلاه هو أن بعض اللغات التي تطورت من لغات تراصية، قد فقدت ميزاتها التراصية. على سبيل المثال، اللغة الإستونية المعاصرة، والتي ترتبط ارتباطًا وثيقًا بالفنلندية بحيث أن الناطقين بهاتين اللغتين يفهمون أحدهم الآخر،  إلا أن الاستونية تحولت نحو النوع الانصهاري. (فقد أيضًا ميزات أخرى نموذجية للغات الأورالية، مثل انسجام الأحرف الصوتية). 

### أوراسيا
تتضمن أمثلة اللغات التراصية اللغات الأورالية، مثل الفنلندية والمجرية. هذه لها تعبيرات تراصية كثيرة للغاية في الاستخدام اليومي، ومعظم الكلمات تتكون من مقطعين صرفيين أو أكثر. 
تستخدم اللغة المجرية التراص بشكل واسع النطاق في كل أجزاء الكلام تقريبًا. تتبع اللواحق بعضها البعض بترتيب خاص استنادًا إلى دور اللاحقة، واحدة تلو الأخرى، مما يؤدي إلى كلمات تحمل معاني معقدة في أشكال مضغوطة. مثال على ذلك fiaiéi ، حيث أن الجذر "fi" يعني «الابن»، والأحرف الأربعة اللاحقة كلها لواحق منفصلة، و fiaiéi تعني «[ملكيات] لأبنائه أو (لأبنائها) حيث أن اللغة المجرية لا تستخدم التذكير والتأنيث». 
تنتمي جميع اللغات الأسترونيزية تقريبًا، مثل لغة الملايو ومعظم اللغات الفلبينيية، أيضًا إلى هذه الفئة، مما يمكّنها من تكوين كلمات جديدة من أشكال أساسية بسيطة. 
كذلك فإن اللغات اليابانية والكورية، هي لغات تراصية، حيث يتم إضافة معلومات مثل النفي، المبني للمجهول، الزمن الماضي، والسببية إلى شكل الفعل الأساسي. مثال على التراص في اللغة اليابانية:
- taberu (سوف أكله).
- tabetai (أريد أن آكلها).
- tabetakunai (لا أريد أن أكله).
- tabetakunakatta (لم أكن أريد أن أكله).

تعد اللغة التركية إلى جانب جميع اللغات الأتراكية الأخرى، من اللغات التراصية: على سبيل المثال، في اللغة التركية الكلمة التالية تعتبر الكلمة التالية كلمة واحدة: Muvaffakiyetsizleştiriciveremeyebileceklerimizdenmişsinizcesine، ولكن يمكن ترجمتها إلى اللغة العربية كـ «كما لو كنت من أولئك الذين لن يكونوا قادرين على أن يتحولوا إلى صناع لأولئك الفاشلين». 
كما تعتبر جميع اللغات الدرافيدية، بما في ذلك الكانادية والتيلجوية والماليالامية والتاميلية، هي لغات تراصية. 

### الأمريكتين
يستخدم التراص بشكل كبير جدا في معظم اللغات الأمريكيية الأصلية، مثل اللغات الإنويت (الأسكيمو) والناهيوتل ولغة مابوتشي والكتشوا والتسوتوجيل والكاشيكيل والشابلاتشي ولغة كيش، حيث يمكن لكلمة واحدة أن تحتوي على مقاطع صرفية كافية للتعبير عن معنى ما لا يمكن التعبير عنه إلا من خلال جمل معقدة في لغات أخرى.

## اللاحقة أو البادئة
على الرغم من أن معظم اللغات التراصية في أوروبا وآسيا في الغالب تستخدم اللواحق، فإن لغات البانتو في جنوب إفريقيا معروفة بمزيج شديد التعقيد من البوادئ واللواحق. 

## أمثلة متطرفة
من الممكن بناء أمثلة متطرفة مصطنعة من التراص في بعض اللغات وتشكيل كلمات طويلة للغاية، والتي ليس لها فائدة حقيقية، ولكنها توضح القدرة النظرية للنحوي على التراص. 